# Prènet
Prènet (grec antic: Πραίνετος, Prainetos) o Prínet (Πρίνετος, Prínetos) fou un poble de l'antiga Bitínia situat a la costa de la Propòntida. Es trobava al vessant septentrional del mont Argantoni (Samanli Daği) i l'entrada meridional del golf d'Àstacos. Era 28 milles romanes al nord de Nicea. Esteve de Bizanci l'anomena Pronecte (Πρόνεκτος, Pronektos) i sosté que fou fundat pels fenicis. Si fos cert, significaria que és un poble extremament antic, cosa que costa d'imaginar, atès que només l'esmenten autors molt tardans. Segons Cedrè, fou destruït per un terratrèmol. Fou un bisbat. Ja no és la seu d'un bisbe resident, però resta una diòcesi titular de l'Església Catòlica Romana.
Les seves restes es troben prop de Karamürsel, a Anatòlia.